# Herb Ellis
Mitchell Herbert (Herb) Ellis, né à Farmersville, Texas, le 4 août 1921 et mort à Los Angeles le 28 mars 2010, était un guitariste de jazz américain.

## Biographie
Il grandit dans les banlieues de Dallas au Texas, il entend pour la première fois le son d'une guitare électrique des mains de George Barnes (en) à la radio. On dit que c'est ce qui l'a orienté vers la guitare. Il est déjà un excellent guitariste quand il rentre au département musicale de la North Texas State University (en). Ellis y joue de la contrebasse car il n'y a pas encore de classe de guitare à l'époque. Malheureusement, Ellis n'a pas les fonds nécessaires pour rester dans l'institution et la quitte en 1941. Il part alors en tournée pour 6 mois avec un groupe de l'université du Kansas.
En 1943 il rejoint Glen Gray et son Casa Loma Orchestra où il obtient sa première reconnaissance dans les magazines de jazz. Il rejoint ensuite Jimmy Dorsey avec qui il enregistre ses premiers solos, voyage beaucoup et joue dans les clubs et pour le cinéma jusqu'en 1947. Survient alors un évènement qui va marquer un tournant dans sa carrière : le big band de Jimmy Dorsey a un trou de 6 mois dans son emploi du temps. John Frigo qui a joué dans l'orchestre auparavant connait le patron du Peter Stuyvesant Hotel à Buffalo. Le pianiste Lou Carter, John Frigo et Herb Ellis vont donc à Buffalo et y jouent 6 mois, c'est comme ça que nait le groupe Soft Winds.

### The Soft Winds
The Soft Winds fonctionne à la façon du Nat King Cole Trio. Il joue jusqu'en 1952, après quoi Herb Ellis rejoint le trio d'Oscar Peterson pour remplacer Barney Kessel pour former ce que Scott Yanow appellera "one of the most memorable of all the piano, guitar, and bass trios in Jazz history". (l'un des meilleurs trios piano-contrebasse-guitare de l'histoire du jazz)

### Avec le trio d'Oscar Peterson
Ellis joue avec le trio d'Oscar Peterson de 1953 à 1958, bien que ce trio soit musicalement reconnu pour son excellence, il rencontre, à l'époque, certaines critiques qui voient d'un mauvais œil un guitariste blanc dans un groupe de Noirs alors que le racisme est toujours bien vivant aux États-Unis.
En plus de leurs enregistrements en trio, cette section rythmique soutient de nombreux solistes pour Verve Records, le label de Norman Granz. Parmi eux citons les saxophones ténors Ben Webster, Stan Getz, les trompettistes Dizzy Gillespie, Roy Eldridge, et Sweets Edison. Accompagné du batteur Buddy Rich, ils enregistrent les deux albums célébrissimes du duo Ella Fitzgerald - Louis Armstrong.
Herb Ellis quitte Oscar Peterson et son trio en 1958 et est remplacé non pas par un guitariste mais par le batteur Ed Thigpen. En 1959 et 1960, Ellis part en tournée avec Ella Fitzgerald.

## Discographie

### En tant que leader
- Ellis in Wonderland (1956)
- I Love John Frigo...He Swings (1957)
- Nothing But the Blues (Verve, 1957) avec Eldridge, Stan Getz, Peterson, Ray Brown, Stan Levey, Gus Johnson
- Herb Ellis Meets Jimmy Giuffre (Verve, 1959)
- Thank You Charlie Christian (1960)
- Softly... But with That Feeling (1962)
- The Midnight Roll (Epic, 1962), avec Ray Bryant, Israel Crosby, Jimmy Rowser, Gus Johnson, Roy Eldridge, Frank Assunto, and Buddy Tate
- Three Guitars in Bossa Nova Time (1962) avec Laurindo Almeida et Bob Enevoldsen
- Hello Herbie (PA USA, 1969) avec Oscar Peterson
- Jazz/Concord (Concord, 1972) avec Joe Pass, Ray Brown, Jake Hanna
- Seven, Come Eleven (1973)
- Two for the Road (1974) avec Joe Pass
- Herb Ellis & Ray Brown's Soft Shoe (Concord, 1974) avec Harry Sweets Edison, George Duke
- Hot Tracks (Concord, 1975) avec Sweets Edison, Plas Johnson, Monty Budwig, Jake Hanna
- Soft & Mellow (Concord, 1978)
- When You're Smiling (Atlas, 1983)
- Sweet and Lovely (Atlas, 1983)
- Doggin' Around (Concord, 1988) Duo avec Red Mitchell
- Roll Call (Justice, 1991) avec Melvin Rhyne
- An Evening with Herb Ellis (Jazz Focus, 1995) avec Chuck Israels
- Joe's Blues

(Laserlight, 1998) avec Joe Pass
- Burnin' 1998 with Hendrik Meurkens harmonica.
- Texas Swings (Justice,1992)

### En tant que sideman
Avec Ella Fitzgerald et Louis Armstrong
- Ella and Louis (Verve, 1956)

Avec Mel Brown
- Chicken Fat (Impulse!, 1967)

Avec Dizzy Gillespie
- Roy and Diz (Clef, 1954) – avec Roy Eldridge
- For Musicians Only (Verve, 1956) – avec Stan Getz et Sonny Stitt

Avec Gábor Szabó
- Wind, Sky and Diamonds (Impulse!, 1967)

Avec Oscar Peterson
- Oscar Peterson at the Stratford Shakespearean Festival

Avec Ben Webster
- Soulville (Verve, 1957)